# Окнов, Михаил Григорьевич
Михаил Григорьевич Окнов (1878—1942) ― русский и советский учёный-металловед.

## Биография
Родился 27 сентября 1878 года в селе Каледино (ныне Зубцовский район Калининской области).
В 1904 году окончил естественное отделение физико-математического факультета Петербургского университета с дипломом I степени. До 1905 года заведовал металлографической лабораторией на Обуховском заводе.
С 1907 года начал преподавать в Императорском Санкт-Петербургском политехническом институте и работал там до 1930 года (в советское время институт именовался Ленинградским политехническим). В институте руководил лабораторными занятиями по общей металлургии, металлографии и горнозаводскому Анализу. Читал курсы по технологии металлов, металлографии и топливу.
По совместительству работал преподавателем в Военно-морской Академии с 1920 по 1929 год. В 1930 году ему присвоено звание профессора.
С 1930 по 1934 год заведовал кафедрой металлографии в Ленинградском металлургическом институте. Также вел курс Металлографии в Физико-механическом институте.
Погиб во время эвакуации из Ленинграда 22 февраля 1942 года во время бомбёжки станции Жихарево Северной Железной дороги.

## Вклад в науку
Исследовал процессы превращения в сплавах в связи с изменением объема. Доказал ценность объемного метода для исследования фазовых превращений, происходящих в сплавах. В своей работе «Металлография чугуна» (1933) обобщил имевшийся к тому времени материал о свойствах и структуре чугуна. Также написал несколько учебников.